# سالتییو
سالتییو (به اسپانیایی: Saltillo)، مرکز ایالت کواویلا در کشور مکزیک است. جمعیت این شهر ۷۲۵٬۰۹۵ نفر است.
این شهر سرزمین ساراپه (پتو مکزیکی)، نان عرق صبر زرد مکزیکی است. در حال حاضر این شهر یک شهر جهانی به حساب می‌آید، و یکی از کمیاب‌ترین شهرها در مکزیک است که جاده‌های پایدار با راه دوچرخه سواری و راه‌های تفریحی دارد که حتی گاهی برخی از راه‌های مهم شهر برای تفریح سالم شهروندان بسته می‌شوند.

## آب و هوا
- میانگین بالاترین دما در سال ۲۷ سلسیوس (بالاترین دما ماه مه، ماه ژوئن و ماه ژوئیه ۲۹ سلسیوس)
- میانگین پایین‌ترین دما در سال ۹ سلسیوس (پایین‌ترین دما ماه ژانویه ۳ سلسیوس)
- بارش در سال ۳۷۰ میلی‌متر (بالاترین بارش ماه اوت ۶۶ میلی‌متر / پایین‌ترین بارش ماه مارس ۷ میلی‌متر)

## پیشینه
سالتییو توسط استعمارگران اسپانیایی در سال ۱۵۷۷ میلادی (۹۵۵ خورشیدی تأسیس شد، این شهر قدیمی‌ترین بنای شهری بعد از پیروزی اسپانیاییها در شمال مکزیک است. چهارده سال بعد در سال ۱۵۹۱ میلادی اسپانیاییهای مهاجر برایی کشاورزی شهرک جدیدی به نام «سن استبان د نووا تلاکسکالا» (San Esteban de Nueva Tlaxcala) در نزدیکی این شهر بنا کردند. این شهر در دوران استعمار اسپانیا مرکز تجارت شمال کشور با پایتخت مکزیکو سیتی بود.
در سال ۱۸۲۴ میلادی (۱۲۰۲ خورشیدی)، سالتییو پایتخت ایالت کواویلا و تخاس بود، که شامل منطقه ای است که امروزه تگزاس نام دارد و به دست دولت آمریکا گردانده می‌شود.

## نام
با اطمینان کامل منشأ نام این شهر مشخص نیست، و چندین نسخه وجود دارد. یکی از آن‌ها حاکی از آن است که نام این شهر از یک واژه چیچیمکا می‌آید که با ویرایش با ادای سخن اسپانیاییها و با زبان اسپانیایی برگردان آن «زمین بلند و پر از آب است.» یکی دیگر از نسخها، که شاید درست‌تر باشد، آن را مربوط به یک آبشار کوچک می‌کنند که چشمه ای که این آبشار از آن آغاز می‌شود درست بالای این آبشار کوچک است، که سایت اصلی شهر در پای آن بنا نهاده شد. از همین چشمه قناتی ساخته شد که با بکارگیری از نیروی جاذبه، آب را به مردم این شهر می‌رساند. احتمالاً پس از این بود که کم‌کم این چشمه و آبشارکوچک ناپدید شدند.
برگردان نام سالتییو را به فارسی می‌شود پرش کوچک گفت. Salto - سالتو (پرش) illo -اییو (در زبان اسپانیایی به هر واژه که «اییو» یا «ایتو» اضافه شهر برای کوچک نشان دادن آن می‌باشد. در فارسی این کار با «اک» انجام می‌شود - پسر / پسرک)

## امروزه
این شهر در واقع یک شهر مسکونی و تجاری به حساب می‌آید، بخش بزرگی از جمعیت این شهر در کارخانه‌های صنعتی مشغول به کار هستند. این شهر به عنوان یکی از مناطق صنعتی کشور به حساب می‌آید که یکی از بزرگ‌ترین خوشه‌های خودرو سازی در این شهر از سال ۱۹۷۰ متمرکز شده‌است. از شرکتهای خودرو سازی که در این شهر هستند می‌شود از شرکت جنرال موتورز، گروه فیات، کرایسلر، دایملر و جان دیر نام برد.
در سال ۱۹۸۹ میلادی، در مرکز تاریخی شهر سالتییو، هیئت حمایت و حفاظت از میراث فرهنگی ساخته شد از این پس مرکز شهر با بازسازی ساختمان‌های تاریخی به یک شهر زیبا تبدیل شد.
سالتییو در تاریخ ۳۱ ژانویه ۲۰۰۷ نخستین شهر در مکزیک بود که ازدواج همجنس را به رسمیت شناخت.

## شهرهای خواهرخوانده
شهر سالتییو ۱۲ شهر خواهرخوانده دارد.
- گوادالاخارا، مکزیک
- مونترری، مکزیک
- آستین، آمریکا
- لنسینگ، آمریکا
- سانتیاگو، مکزیک
- تورئون، مکزیک
- تلاسکالا، مکزیک
- کوردوبا، آرژانتین
- اوگین، کوبا
- گواتمالاسیتی، گواتمالا
- ویندزور، کانادا
- فردریکتون، کانادا

## نگارخانه

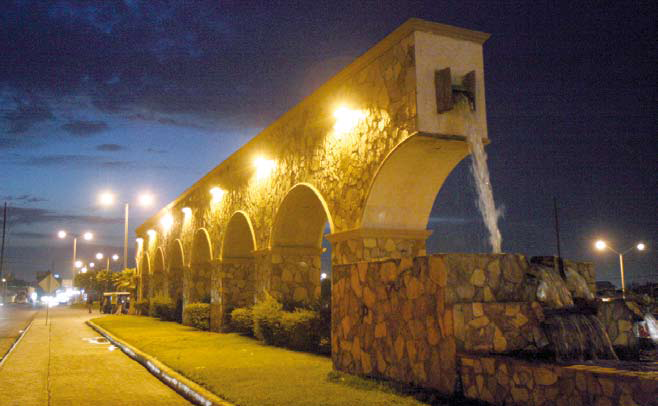
قنات تاریخی سالتییو
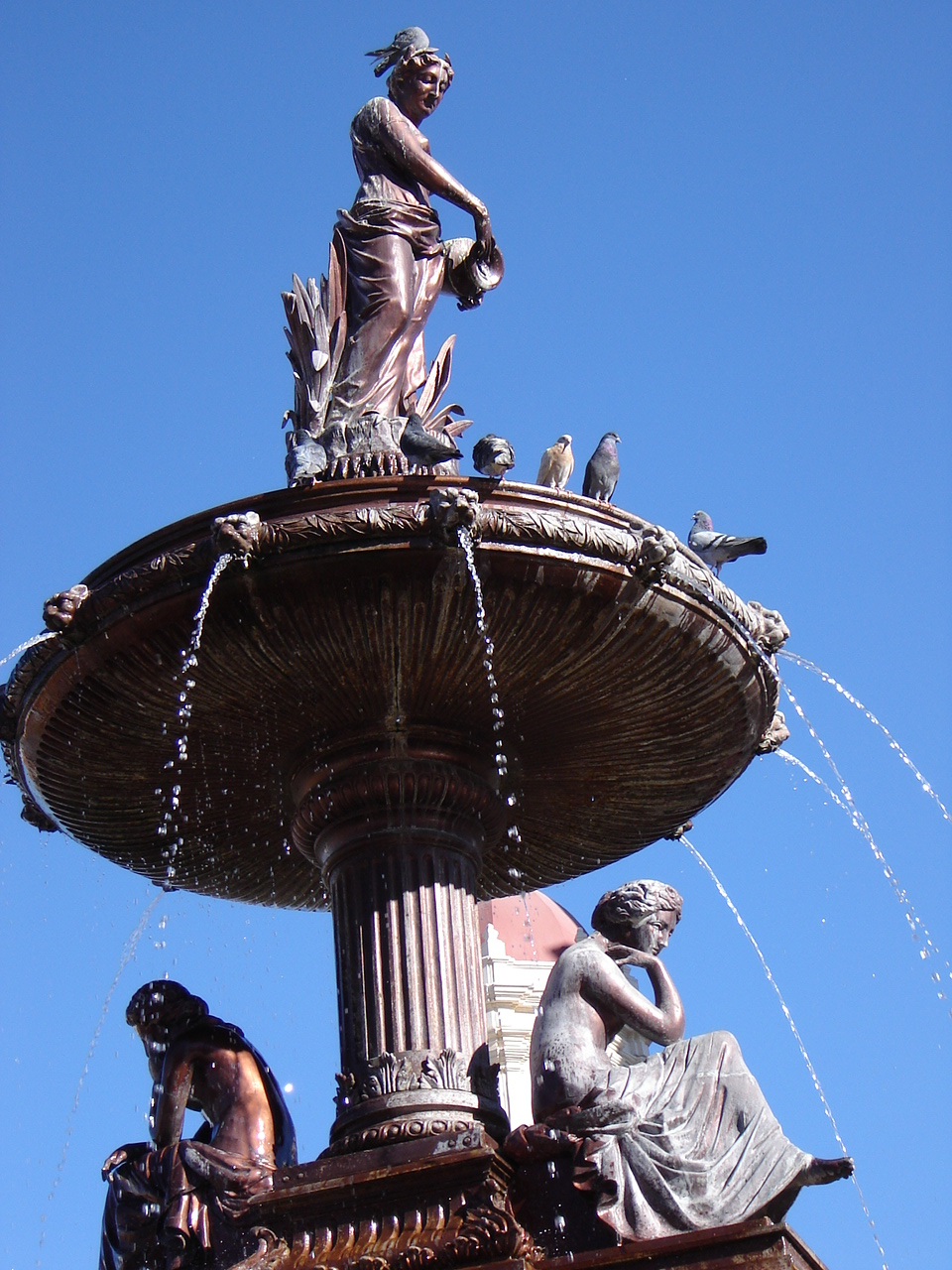
میدان پلسا د لاس آرماس سالتییو
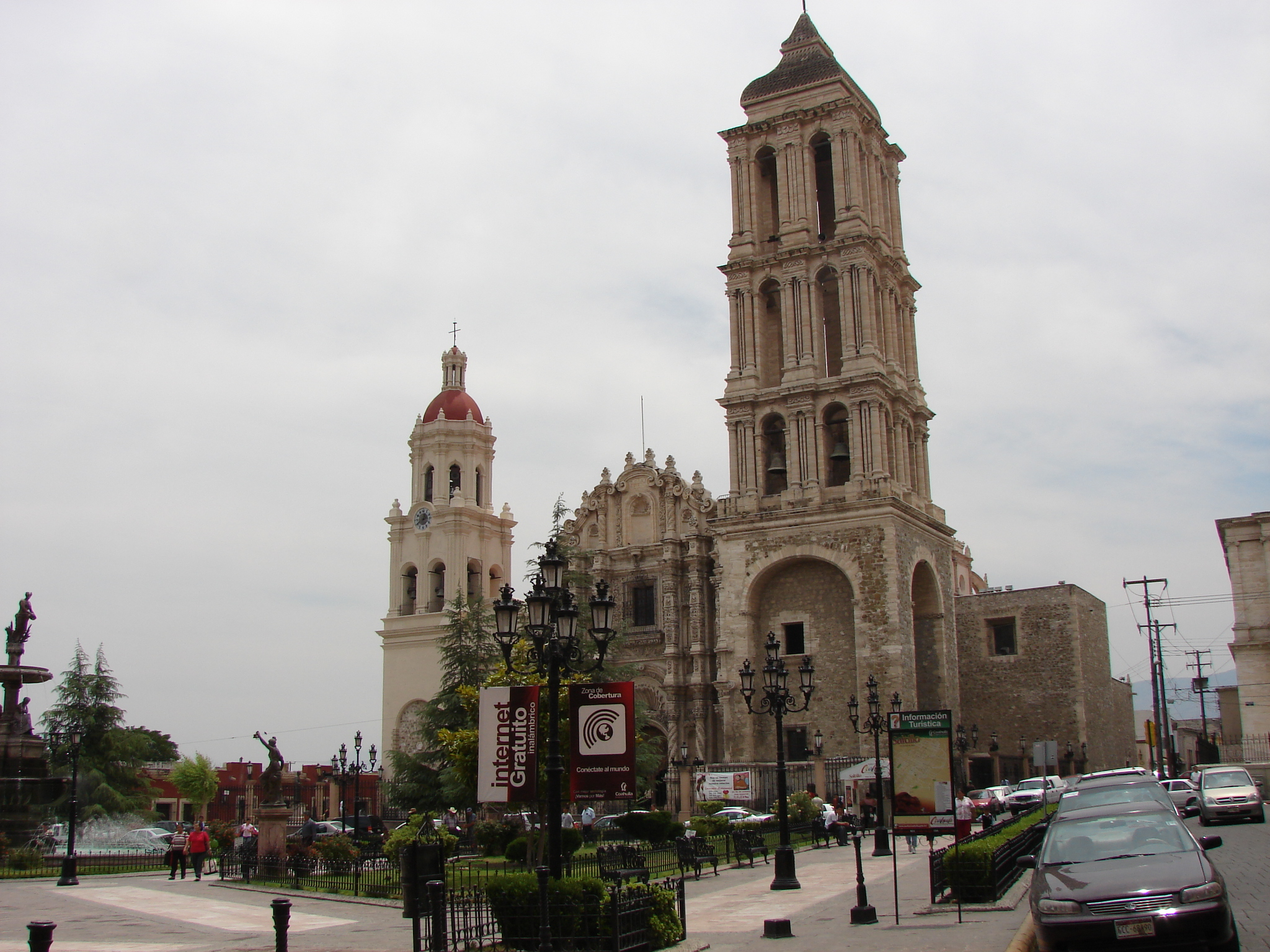
کلیسای سانتیاگو مرکز شهر
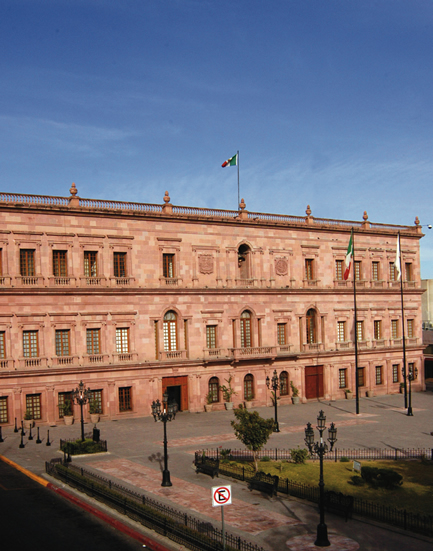
کاخ دولت در مرکز شهر
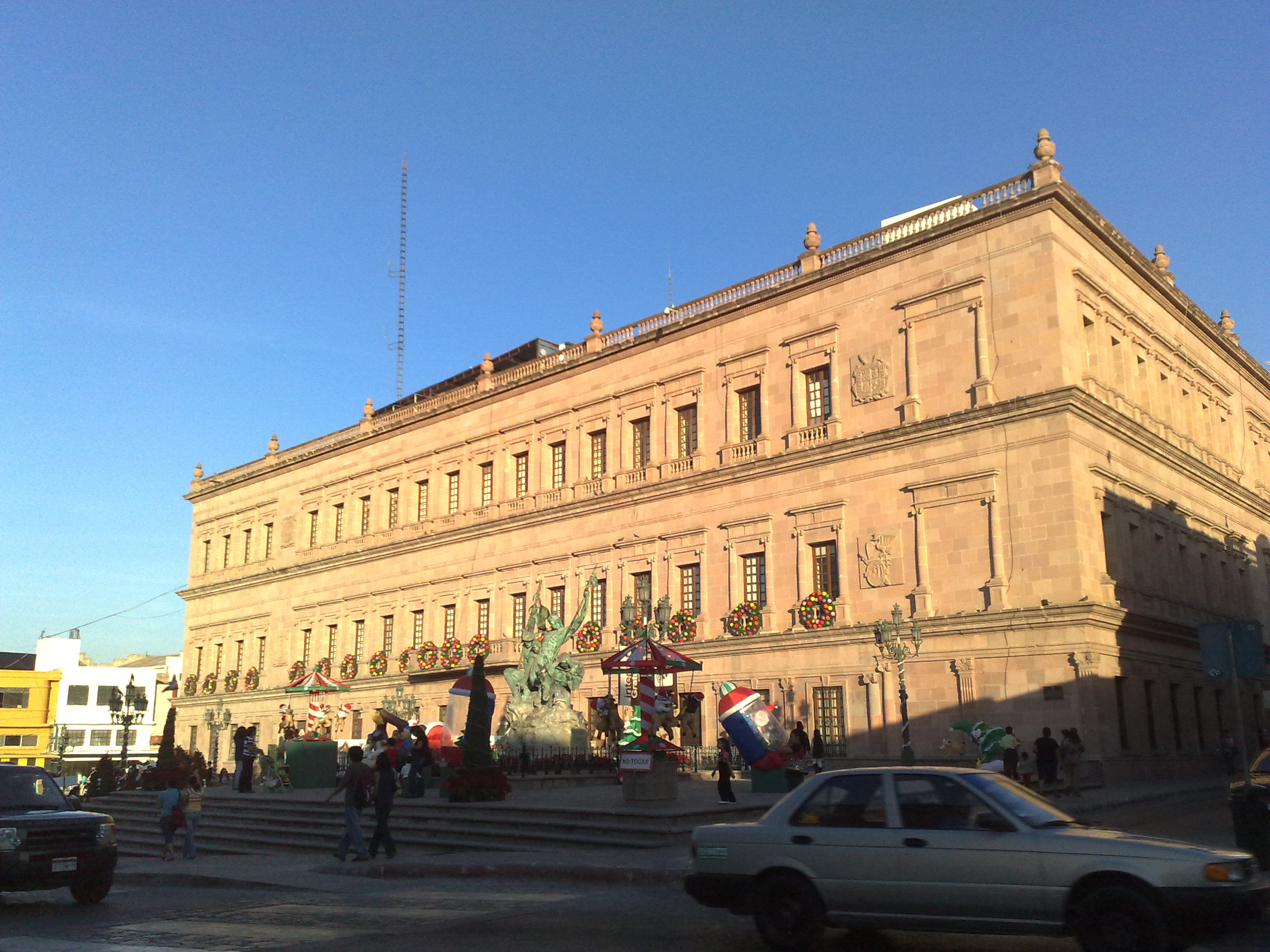
کاخ دولت در مرکز شهر (۲)